# Joël Epalle
Joël Dieudonné Martin Epalle Newaka (* 20. Februar 1978 in Matomb) ist ein ehemaliger kamerunischer Fußballspieler.

## Karriere
Der Offensivmann spielte von Beginn seiner Profikarriere bis 2007 durchgehend in Griechenland und verfügt im Zuge dessen auch über einen griechischen Pass. Sein erster Verein war Ethnikos Asteras, bei dem er von 1998 bis 2000 aktiv war. Daraufhin wechselte Epalle zu Panachaiki und nach einem Jahr weiter zu Aris Thessaloniki. Im Jahre 2003 wurde er vom griechischen Erstligisten Panathinaikos Athen verpflichtet, mit dem er neben der Griechischen Meisterschaft 2004 auch den Pokal und damit das Double gewann. Im Jahr 2005 wechselte er zu Iraklis Thessaloniki. Er kam in seiner gesamten Zeit in Griechenland auf 203 Einsätze und schoss dabei 28 Tore.
Zur Rückrunde der Saison 2006/07 wechselte Epalle zum VfL Bochum und erzielte in seinen ersten 17 Spielen für den VfL vier Tore. Im Sommer 2010 wurde er von Winfried Schäfer, unter dem er bereits in der kamerunischen Fußballnationalmannschaft gespielt hatte, zum zweifachen aserbaidschanischen Meister FK Baku geholt. Epalle unterschrieb in Baku einen Einjahresvertrag. In seinem ersten Pflichtspiel für den FK Baku wurde er im Hinspiel der 2. Qualifikationsrunde zur Europa League vor heimischem Publikum gegen den FK Budućnost Podgorica aufgestellt, obwohl er noch nicht spielberechtigt war, da der Verein eine Meldefrist versäumt hatte. Infolgedessen wurde das Spiel, was Baku mit 2:1 gewonnen hatte, als 0:3-Niederlage gewertet. Das Rückspiel gewann FK Baku – ohne den nun gesperrten Epalle – mit 2:1 und schied aus dem Wettbewerb aus. Der Vorfall führte schlussendlich auch dazu, dass Trainer Schäfer den Verein im Januar 2011 verließ.
Unmittelbar nach Schäfers Weggang aus Baku wechselte Epalle am 18. Januar 2011 zurück nach Griechenland und kam bis zum Dezember 2011 zu 22 Einsätzen für Iraklis Thessaloniki. Im Februar 2012 verließ er Europa und kehrte nach Kamerun zurück, wo er seitdem bei Cotonsport Garoua unter Vertrag stand. Im April 2012 wechselte Epalle zum Sarawak FA nach Malaysia und beendete Anfang des Jahres 2014 seine Karriere.
Joël Epalle absolvierte 38 Spiele für die kamerunische Nationalmannschaft, in denen er fünfmal traf. Er nahm an den Olympischen Spielen 2000 und der WM 2002 teil.

## Titel und Erfolge
- Griechischer Meister: 2004
- Griechischer Pokalsieger: 2004
- Olympiasieger: 2000

## Privates
Epalle ist der Cousin von Thimothée Atouba.